# 王府井百货
王府井集团股份有限公司（上交所：600859），简称王府井集团、王府井百货，总部设在北京市，是中国大陆专注百货业态的最大零售集团，以北京市百貨大樓為主要門面。

## 简介

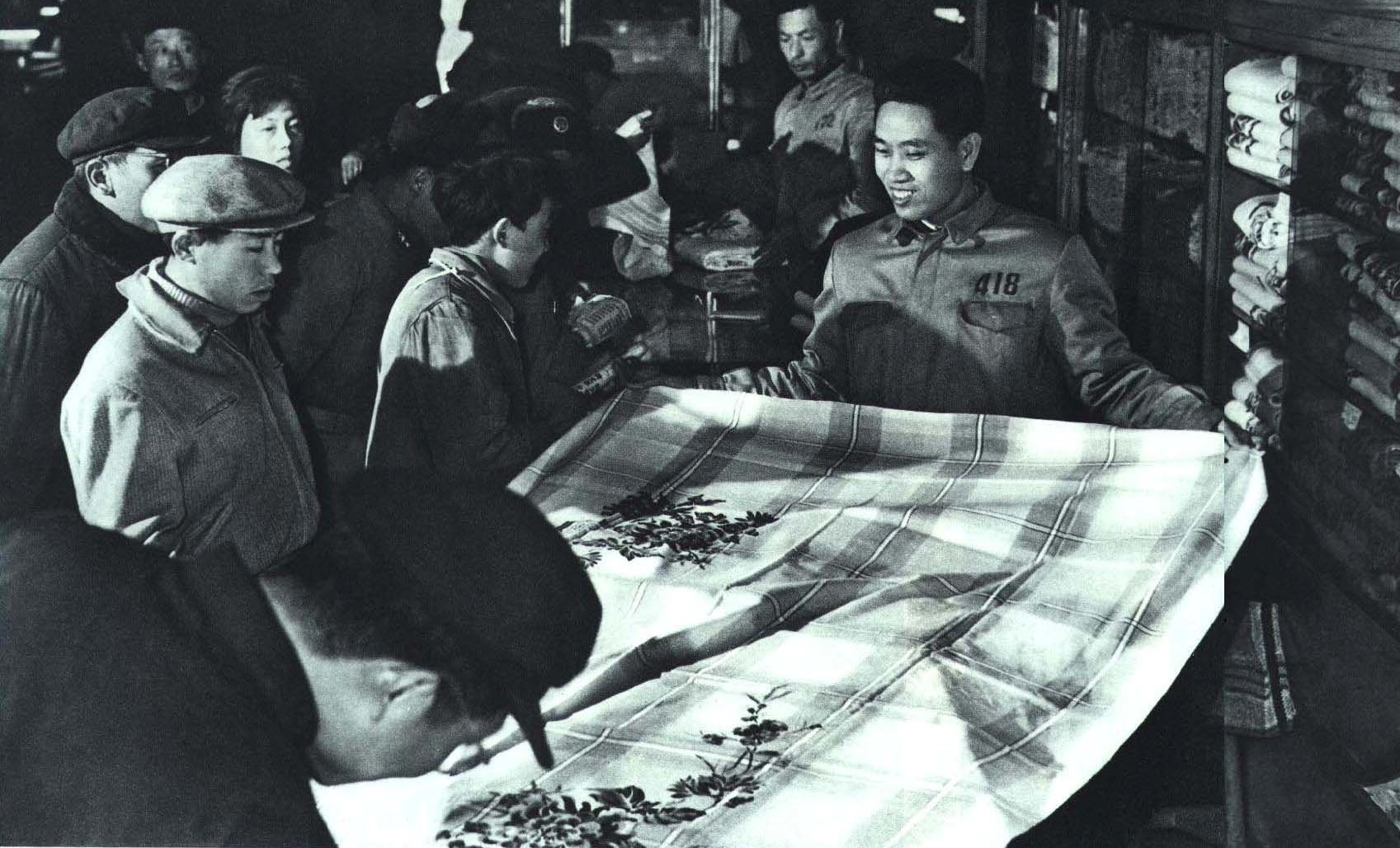
1965年的王府井百货

王府井百货是在北京市百货大楼的基础上发展起来的。
1955年9月，北京市百货公司王府井百货商店在北京市王府井大街开张。1968年7月更名为北京市百货大楼。
1991年，成立北京百货大楼集团，在北京市实行计划单列。
1993年，开展股份制改造，成为北京王府井百货（集团）股份有限公司。
1994年，该公司在上海证券交易所挂牌上市，先后进入“上证30指数”、“沪深300指数”、“上证380指数”。
1996年，该公司在中国大陆率先开展百货连锁战略。自1990年代起，王府井百货在中国各地开设百货商店。
2000年，该公司与北京东安集团战略重组，成立北京王府井东安集团有限责任公司。
2004年，王府井百货成为中华人民共和国商务部重点扶植的20家大型流通企业之一。
2010年，引进3家战略投资集团。
2013年，王府井百货控股股东“王府井国际”，在香港联合交易所收购了中国春天百货集团。
2014年，面对电商的挑战，王府井百货提出战略转型，宣布不再以传统百货模式开店，而将发展重点转向购物中心以及奥特莱斯业态。
2021年，王府井集团正式吸收合并首商股份，西单商场成为王府井集团成员。

## 旗下门店

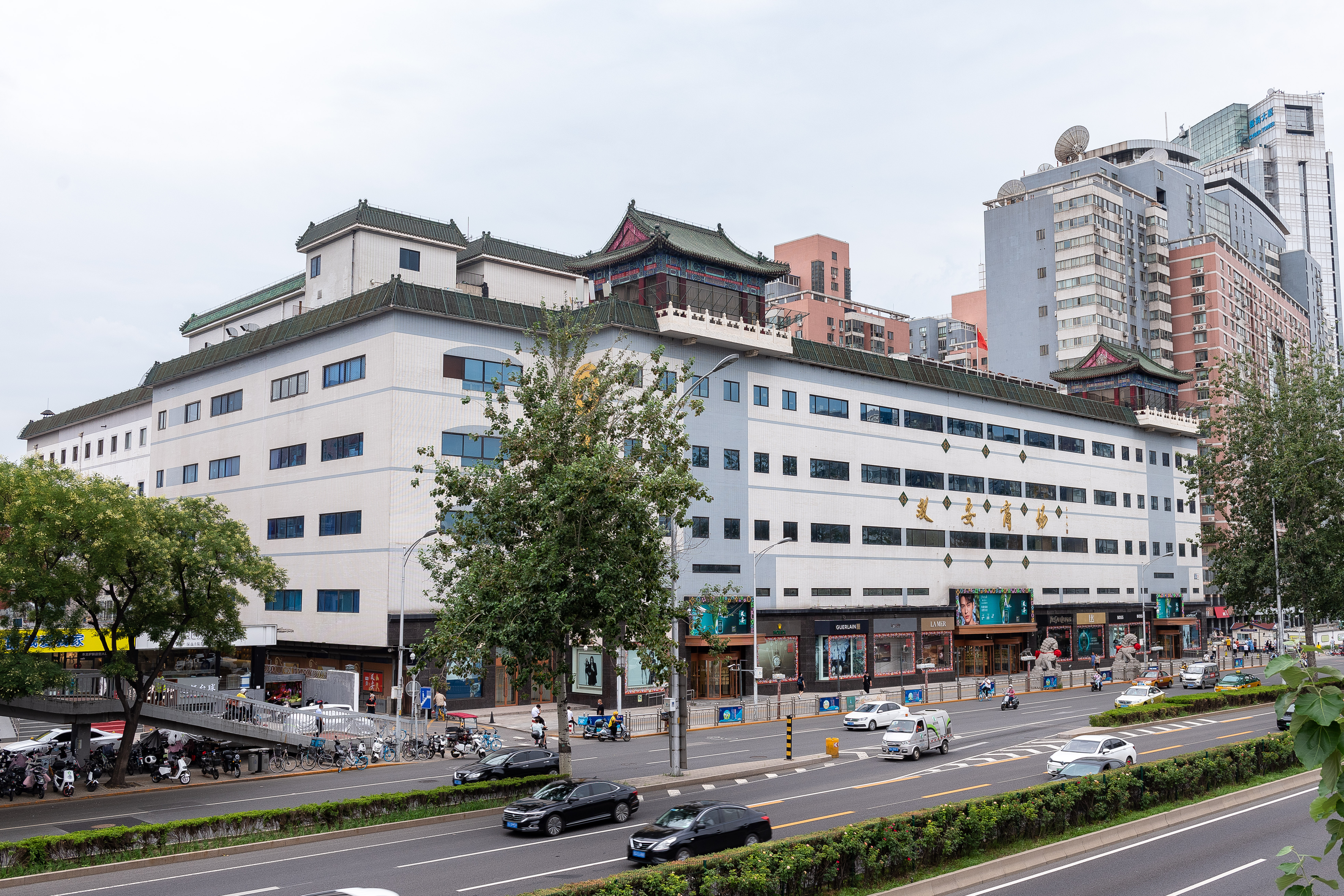
双安商场

- 北京区：北京市百货大楼、北京东安市场、北京双安商场、北京长安商场、北京大兴王府井
- 西南区
- 华中区
- 西北区
- 东北区[5]